# Julien t' Felt

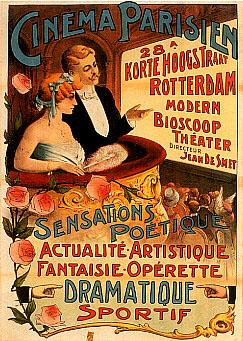
Bioscoopaffiche van t’ Felt uit 1909.

Julien t’ Felt (Gent, 14 november 1874 – Antwerpen, 14 februari 1933) was een Belgisch kunstschilder en afficheontwerper.

## Levensloop
Julien t’ Felt was de jongste zoon van Charles t’ Felt . In de drukkerij t’ Felt tekende Julien al op vijfjarige leeftijd voor het eerst op de lithosteen. Van 1888 tot 1894 volgde hij verschillende cursussen aan de Antwerpse Academie, onder andere “tekenen naar den antieken” (1891-’92), figuurtekenen en “schilderen naar het leven” (1892-’93). Naar het einde van zijn opleiding toe bekwaamde Julien zich als portrettist en dierentekenaar. De Antwerpse Zoo vormde zijn geliefkoosd werkterrein. Op de Wereldtentoonstelling van 1894 in Antwerpen debuteerde hij als kunstschilder.

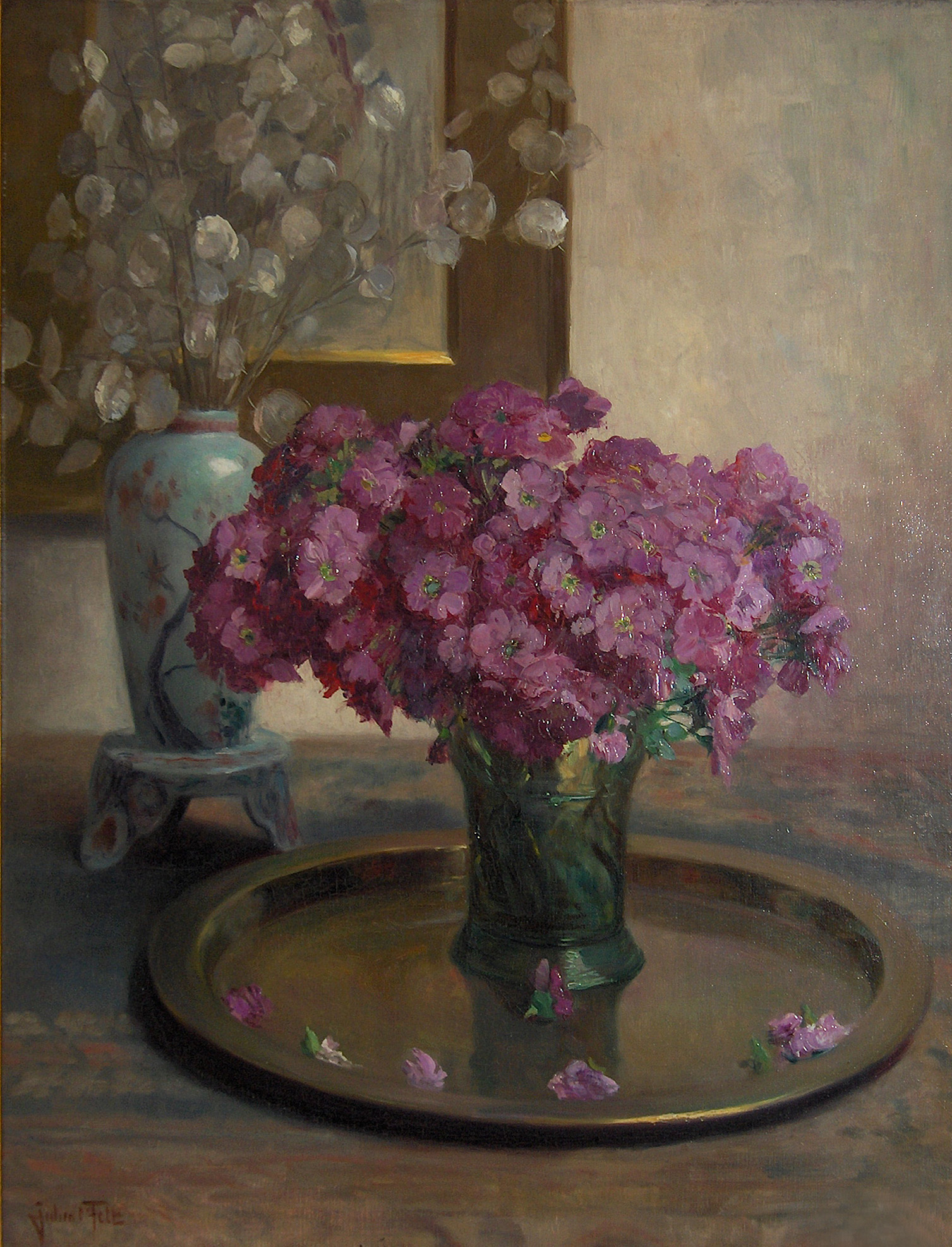
Bloemenstilleven

Zijn schilderkunst zou vrij traditioneel blijven maar in de toegepaste grafiek lag dit wel anders. Hij ontwierp stoeten, vlaggen en heraldiek, hij tekende didactische platen en verluchtte meer dan eens het Gulden Boek van de Stad Antwerpen.

## Filmaffiches
Julien t’ Felt zal vooral bekend blijven vanwege zijn filmaffiches. In 1904 opende de eerste Belgische bioscoop aan de Brusselse Noorderlaan.

## Musea
- Provinciaal Museum voor Fotografie, Antwerpen
- Stadsarchief, Brussel
- AMVC-Letterenhuis, Antwerpen